# Grecia en el Festival de la Canción de Eurovisión 2022
Grecia participó en el LXVI Festival de la Canción de Eurovisión, que se celebró en Turín, Italia del 10 al 14 de mayo de 2022, tras la victoria de Måneskin con la canción «Zitti e buoni». La ERT, televisora encargada de la participación del país helénico en el festival, decidió utilizar un método de selección interna para elegir su representante en el festival eurovisivo. En diciembre de 2021, fue anunciada la artista greco-noruega Amanda Tenfjord como la participante por Grecia en el Festival de Eurovisión. El 10 de marzo de 2022 se presentó su tema «Die Together», una balada compuesta por ella misma junto a Bjørn Helge Gammelsæter.
Desde el anuncio de Tenfjord como su representante, Grecia comenzó a situarse entre los 10 primeros lugares dentro de las casas de apuestas. Durante las semanas previas al festival, Grecia se ubicó entre los puestos 5 y 7 en las casas de apuestas como favorita para hacerse con la victoria en Turín. Una vez realizados los ensayos, Grecia se reafirmó como uno de los máximos aspirantes al triunfo permaneciendo en la 6° puesto, cayendo al 8° lugar una vez conocidos los 25 finalistas.
En el concurso, Grecia superó la primera semifinal tras colocarse en 3° lugar con un total de 211 puntos. Cuatro días más tarde, en la gran final, Grecia finalizó en la 8.ª posición del concurso con un total de 215 puntos: 158 del jurado profesional y 57 del televoto.

## Historia de Grecia en el Festival
Grecia debutó en el festival de 1974, participando desde entonces en 41 ocasiones. Grecia ha ganado en una ocasión el certamen: en 2005 con Helena Paparizou y la canción «My number one». Si bien al principio de sus participaciones Grecia solía tener resultados discretos, una vez iniciado el siglo XXI y con la introducción del televoto y las semifinales en 1998 y 2004 respectivamente, Grecia se convirtió en uno de los países con mejor trayectoria en el festival, logrando clasificarse en 10 ocasiones en el Top 10 entre 2001 y 2013, y teniendo su primera eliminación en semifinales hasta 2016. Siendo un país regular dentro de la gran final, Grecia se ha clasificado en 20 ocasiones dentro de los 10 mejores del concurso. Grecia también es reconocido dentro de las votaciones por sus constante intercambio de puntos con Chipre.
En 2021, la cantante greco-neerlandesa Stefania Liberakakis, se colocó en 10.ª posición con 170 puntos en la gran final, con el tema «Last Dance».

## Representante para Eurovisión

### Elección Interna
Tras varios rumores sobre el método de selección interna durante el verano de 2021, la ERT, televisora griega, anunció el 7 de septiembre de 2021 que mantendría un proceso de selección interno, método que ha utilizado el país de manera parcial o total desde 2016. La recepción de candidaturas estuvo abierto desde el momento del anuncio hasta el 10 de octubre. El día 12 de octubre Grecia anunció que había recibido 40 propuestas de 25 artistas distintos y entre las candidaturas se encontraban ex representantes en Eurovisión como Constantinos Christoforou e Ilias Kozas, vocalista del grupo Koza Mostra. Así mismo destacaban candidaturas de artistas con renombre local como Amanda Tenfjord, Good Job Nicky, Artemis Matafia, Joanne, Kianna, Evangelia, Marseaux, Nikos Ganos y Jimmy Sion. El comité seleccionado por la ERT encargado de calificar a las propuestas recibidas fue conformado por Dimitris Papadimitriou, la comentarista del festival Maria Kozakou, el director de ERT Radio Fotis Apergis, el director de Programas Juveniles de la ERT Konstantinos Bourounis, y los productores Giannis Petridis y Peter Adam.
El 17 de noviembre fueron reveladas en el programa Studio 4 las 5 candidaturas finalistas del proceso: Ilias Kozas, Amanda Tenfjord, Good Job Nicky, Joanna Drigo y Lou Is. Finalmente se confirmó el 15 de diciembre que Amanda Tenfjord había sido la seleccionada para representar a Grecia en el Festival de la Canción de Eurovisión Turín 2022. Su canción es compuesta por ella con la producción de Bjørn Helge Gammelsæter. El tema ha sido calificado como «una balada única y especial que lleva al oyente a una explosión de emociones». El propio productor de la canción afirmó que «La intensidad que transmite Amanda con su interpretación y la melodía es tan intensa que quise que la instrumentación fuera lo más abstracta posible y construida alrededor de su voz». Así mismo se confirmó que Fokas Evangelinos sería el director artístico de la puesta en escena para el concurso.
La canción fue presentada junto al videoclip el 10 de marzo de 2022, siendo una balada atmosférica titulada «Die Together» compuesta por ella misma junto al productor noruego Bjørn Helge Gammelsæter. El video fue grabado en la isla griega de Symi.

## En Eurovisión
De acuerdo a las reglas del festival, todos los concursantes iniciaron desde las semifinales, a excepción del anfitrión (en este caso, Italia) y el Big Five compuesto por Alemania, España, Francia, la misma Italia y Reino Unido. En el sorteo realizado el 25 de enero de 2022, Grecia fue sorteada en la primera semifinal del festival. En este mismo sorteo, se determinó que participaría en la segunda mitad de la semifinal (posiciones 10-18). Semanas después, ya conocidos los artistas y sus respectivas canciones participantes, la producción del programa dio a conocer el orden de actuación, determinando que el país participaría en la decimoquinta posición, precedida por Islandia y seguida de Noruega.
Los comentarios para Grecia corrieron por séptima ocasión en la historia por parte de Maria Kozakou y Giorgos Kapoutzidis. La portavoz de la votación del jurado profesional griego fue la cantante greco-neerlandesa y participante en el festival de Eurovisión del año anterior por Grecia, Stefania Liberakakis.

### Semifinal 1

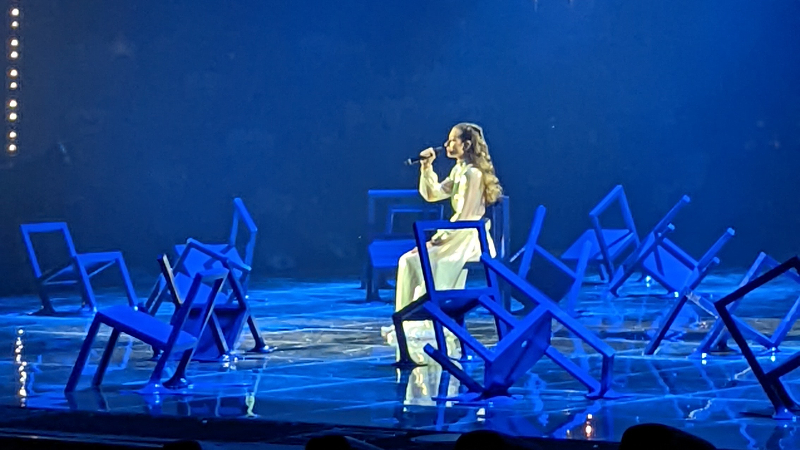
Amanda Tenfjord durante la primera semifinal.

Amanda Georgiadi Tenfjord tomó parte de los ensayos los días 1 y 4 de mayo así como de los ensayos generales con vestuario de la primera semifinal los días 9 y 10 de mayo. El ensayo general de la tarde del 9 fue tomado en cuenta por los jurados profesionales para emitir sus votos, que representaron el 50% de los puntos. Grecia se presentó en la posición 15, detrás de Noruega y por delante de Islandia.
La actuación griega fue diseñada por Fokas Evangelinos. Amanda Tenfjord apareció sola en el escenario durante toda la actuación, usando un vestido largo blanco con el escenario iluminado en color azul para representar el aspecto emocional de la canción. Alrededor de ella, aparecieron sillas rotas que durante el puente de la canción fueron puntos focales para iluminar el piso en un tono azul más oscuro, dando paso a un juego de flashazos de luces blancos desde el arco del escenario.
Al final del show, Grecia fue anunciada como uno de los 10 países finalistas. Los resultados revelados una vez terminado el festival, posicionaron a Grecia en 3° lugar de la semifinal con un total de 211 puntos, habiendo obtenido la primera posición del jurado profesional con 151 puntos (incluyendo 4 máximas puntuaciones) y el octavo lugar del televoto con 60 puntos.

### Final
Durante la rueda de prensa de los ganadores de la primera semifinal, se realizó el sorteo en el que se decidió en que mitad participaría cada finalista. Grecia fue sorteada para participar en la segunda mitad de la final (posiciones 14-25). El orden de actuación revelado durante la madrugada del viernes 13 de mayo, decidió que Grecia debía actuar en la posición 17 por delante de Bélgica y detrás de Islandia. Amanda Tenfjord tomó parte de los ensayos generales con vestuario de la final los días 13 y 14 de mayo. El ensayo general de la tarde del 13 fue tomado en cuenta por los jurados profesionales para emitir sus votos, que representaron el 50% de los puntos.
Durante la votación, Grecia se colocó en 6° lugar en la votación del jurado profesional con 158 puntos incluyendo 6 máximas puntuaciones. Posteriormente, se anunció su puntuación en la votación del televoto: 57 puntos ubicándose en la 12.ª posición recibiendo los 12 puntos del público de Albania. En la sumatoria final, Grecia se ubicó finalmente en la 8.ª posición con 215 puntos, convirtiéndose en la segunda ocasión consecutiva que el país helénico se colocaba en el Top 10.

### Votación

#### Puntuación a Grecia

##### Semifinal 1
| Jurado                                      | Jurado                                   | Jurado                                   | Jurado     | Jurado                         |
| 12 puntos                                   | 10 puntos                                | 8 puntos                                 | 7 puntos   | 6 puntos                       |
| ------------------------------------------- | ---------------------------------------- | ---------------------------------------- | ---------- | ------------------------------ |
| - Francia - Italia - Noruega - Países Bajos | - Bulgaria - Dinamarca - Letonia - Suiza | - Albania - Armenia - Croacia - Moldavia | - Ucrania  | - Austria - Lituania           |
| 5 puntos                                    | 4 puntos                                 | 3 puntos                                 | 2 puntos   | 1 punto                        |
| - Eslovenia - Portugal                      |                                          |                                          | - Islandia |                                |
| Televoto                                    |                                          |                                          |            |                                |
| 12 puntos                                   | 10 puntos                                | 8 puntos                                 | 7 puntos   | 6 puntos                       |
| - Noruega                                   | - Albania - Armenia                      | - Eslovenia                              | - Bulgaria |                                |
| 5 puntos                                    | 4 puntos                                 | 3 puntos                                 | 2 puntos   | 1 punto                        |
|                                             | - Portugal                               | - Italia - Países Bajos                  |            | - Francia - Moldavia - Ucrania |

##### Final
| Jurado                                                           | Jurado                                         | Jurado                                                       | Jurado                                 | Jurado                |
| 12 puntos                                                        | 10 puntos                                      | 8 puntos                                                     | 7 puntos                               | 6 puntos              |
| ---------------------------------------------------------------- | ---------------------------------------------- | ------------------------------------------------------------ | -------------------------------------- | --------------------- |
| - Bulgaria - Chipre - Dinamarca - Noruega - Países Bajos - Suiza | - Italia - San Marino                          |                                                              | - Letonia - Ucrania                    | - Estonia - Finlandia |
| 5 puntos                                                         | 4 puntos                                       | 3 puntos                                                     | 2 puntos                               | 1 punto               |
|                                                                  | - Austria - Eslovenia - Portugal - Reino Unido | - Azerbaiyán - Croacia - Francia - Georgia - República Checa | - Armenia - España - Polonia - Rumania | - Malta               |
| Televoto                                                         |                                                |                                                              |                                        |                       |
| 12 puntos                                                        | 10 puntos                                      | 8 puntos                                                     | 7 puntos                               | 6 puntos              |
| - Albania                                                        | - Chipre                                       | - Eslovenia                                                  | - Noruega - San Marino                 | - Bulgaria            |
| 5 puntos                                                         | 4 puntos                                       | 3 puntos                                                     | 2 puntos                               | 1 punto               |
|                                                                  |                                                | - Armenia - Azerbaiyán                                       |                                        | - Georgia             |

#### Votación realizada por Grecia
| Puntos    | Jurado       | Televoto     |
| --------- | ------------ | ------------ |
| 12 puntos | Albania      | Albania      |
| 10 puntos | Bulgaria     | Ucrania      |
| 8 puntos  | Croacia      | Armenia      |
| 7 puntos  | Moldavia     | Noruega      |
| 6 puntos  | Países Bajos | Moldavia     |
| 5 puntos  | Portugal     | Lituania     |
| 4 puntos  | Letonia      | Países Bajos |
| 3 puntos  | Ucrania      | Portugal     |
| 2 puntos  | Austria      | Austria      |
| 1 punto   | Noruega      | Bulgaria     |

| Puntos    | Jurado          | Televoto    |
| --------- | --------------- | ----------- |
| 12 puntos | Azerbaiyán      | España      |
| 10 puntos | Polonia         | Ucrania     |
| 8 puntos  | Australia       | Serbia      |
| 7 puntos  | Rumania         | Italia      |
| 6 puntos  | Moldavia        | Noruega     |
| 5 puntos  | España          | Reino Unido |
| 4 puntos  | Países Bajos    | Suecia      |
| 3 puntos  | Portugal        | Moldavia    |
| 2 puntos  | República Checa | Rumania     |
| 1 punto   | Italia          | Francia     |

##### Desglose
El jurado griego estuvo compuesto por:
- Christianna Danezi
- Dimitrios Masouras
- Elli Karvoni
- Nikos Antoniou
- Victoria Chalkitis

| Semifinal 1 | Semifinal 1  | Semifinal 1                | Semifinal 1                | Semifinal 1                | Semifinal 1                | Semifinal 1                | Semifinal 1                | Semifinal 1                | Semifinal 1                | Semifinal 1                |
| N.º         | País         | Jurado                     | Jurado                     | Jurado                     | Jurado                     | Jurado                     | Jurado                     | Jurado                     | Televoto                   | Televoto                   |
| N.º         | País         | Jurado A                   | Jurado B                   | Jurado C                   | Jurado D                   | Jurado E                   | Ranking                    | Puntos                     | Ranking                    | Puntos                     |
| ----------- | ------------ | -------------------------- | -------------------------- | -------------------------- | -------------------------- | -------------------------- | -------------------------- | -------------------------- | -------------------------- | -------------------------- |
| 01          | Albania      | 9                          | 7                          | 1                          | 5                          | 1                          | 1                          | 12                         | 1                          | 12                         |
| 02          | Letonia      | 14                         | 4                          | 6                          | 4                          | 10                         | 7                          | 4                          | 13                         |                            |
| 03          | Lituania     | 15                         | 12                         | 3                          | 15                         | 15                         | 14                         |                            | 6                          | 5                          |
| 04          | Suiza        | 11                         | 6                          | 15                         | 10                         | 7                          | 13                         |                            | 15                         |                            |
| 05          | Eslovenia    | 12                         | 11                         | 9                          | 14                         | 12                         | 16                         |                            | 16                         |                            |
| 06          | Ucrania      | 6                          | 13                         | 7                          | 7                          | 6                          | 8                          | 3                          | 2                          | 10                         |
| 07          | Bulgaria     | 7                          | 2                          | 12                         | 2                          | 2                          | 2                          | 10                         | 10                         | 1                          |
| 08          | Países Bajos | 5                          | 16                         | 2                          | 16                         | 3                          | 5                          | 6                          | 7                          | 4                          |
| 09          | Moldavia     | 1                          | 3                          | 5                          | 9                          | 14                         | 4                          | 7                          | 5                          | 6                          |
| 10          | Portugal     | 13                         | 14                         | 4                          | 1                          | 11                         | 6                          | 5                          | 8                          | 3                          |
| 11          | Croacia      | 2                          | 1                          | 14                         | 13                         | 4                          | 3                          | 8                          | 11                         |                            |
| 12          | Dinamarca    | 4                          | 10                         | 11                         | 6                          | 13                         | 12                         |                            | 12                         |                            |
| 13          | Austria      | 16                         | 8                          | 10                         | 3                          | 8                          | 9                          | 2                          | 9                          | 2                          |
| 14          | Islandia     | 8                          | 9                          | 13                         | 12                         | 16                         | 15                         |                            | 14                         |                            |
| 15          | Grecia       | -------------------------- | -------------------------- | -------------------------- | -------------------------- | -------------------------- | -------------------------- | -------------------------- | -------------------------- | -------------------------- |
| 16          | Noruega      | 3                          | 15                         | 16                         | 11                         | 5                          | 10                         | 1                          | 4                          | 7                          |
| 17          | Armenia      | 10                         | 5                          | 8                          | 8                          | 9                          | 11                         |                            | 3                          | 8                          |

| Final | Final           | Final                      | Final                      | Final                      | Final                      | Final                      | Final                      | Final                      | Final                      | Final                      |
| N.º   | País            | Jurado                     | Jurado                     | Jurado                     | Jurado                     | Jurado                     | Jurado                     | Jurado                     | Televoto                   | Televoto                   |
| N.º   | País            | Jurado A                   | Jurado B                   | Jurado C                   | Jurado D                   | Jurado E                   | Ranking                    | Puntos                     | Ranking                    | Puntos                     |
| ----- | --------------- | -------------------------- | -------------------------- | -------------------------- | -------------------------- | -------------------------- | -------------------------- | -------------------------- | -------------------------- | -------------------------- |
| 01    | República Checa | 8                          | 9                          | 12                         | 15                         | 5                          | 9                          | 2                          | 21                         |                            |
| 02    | Rumania         | 4                          | 7                          | 8                          | 9                          | 4                          | 4                          | 7                          | 9                          | 2                          |
| 03    | Portugal        | 13                         | 14                         | 5                          | 6                          | 11                         | 8                          | 3                          | 20                         |                            |
| 04    | Finlandia       | 24                         | 21                         | 23                         | 23                         | 17                         | 24                         |                            | 11                         |                            |
| 05    | Suiza           | 21                         | 10                         | 11                         | 14                         | 14                         | 16                         |                            | 23                         |                            |
| 06    | Francia         | 23                         | 6                          | 21                         | 11                         | 15                         | 13                         |                            | 10                         | 1                          |
| 07    | Noruega         | 11                         | 15                         | 17                         | 22                         | 10                         | 19                         |                            | 5                          | 6                          |
| 08    | Armenia         | 14                         | 23                         | 14                         | 18                         | 19                         | 23                         |                            | 15                         |                            |
| 09    | Italia          | 5                          | 5                          | 19                         | 19                         | 21                         | 10                         | 1                          | 4                          | 7                          |
| 10    | España          | 19                         | 19                         | 1                          | 17                         | 7                          | 6                          | 5                          | 1                          | 12                         |
| 11    | Países Bajos    | 6                          | 16                         | 16                         | 7                          | 6                          | 7                          | 4                          | 12                         |                            |
| 12    | Ucrania         | 16                         | 13                         | 13                         | 10                         | 18                         | 17                         |                            | 2                          | 10                         |
| 13    | Alemania        | 22                         | 24                         | 10                         | 16                         | 13                         | 21                         |                            | 19                         |                            |
| 14    | Lituania        | 17                         | 12                         | 18                         | 20                         | 12                         | 22                         |                            | 16                         |                            |
| 15    | Azerbaiyán      | 1                          | 1                          | 2                          | 1                          | 1                          | 1                          | 12                         | 22                         |                            |
| 16    | Bélgica         | 12                         | 8                          | 24                         | 5                          | 20                         | 12                         |                            | 18                         |                            |
| 17    | Grecia          | -------------------------- | -------------------------- | -------------------------- | -------------------------- | -------------------------- | -------------------------- | -------------------------- | -------------------------- | -------------------------- |
| 18    | Islandia        | 9                          | 11                         | 15                         | 12                         | 23                         | 14                         |                            | 24                         |                            |
| 19    | Moldavia        | 3                          | 4                          | 9                          | 8                          | 16                         | 5                          | 6                          | 8                          | 3                          |
| 20    | Suecia          | 10                         | 17                         | 22                         | 24                         | 9                          | 18                         |                            | 7                          | 4                          |
| 21    | Australia       | 7                          | 3                          | 4                          | 2                          | 3                          | 3                          | 8                          | 13                         |                            |
| 22    | Reino Unido     | 15                         | 20                         | 20                         | 21                         | 8                          | 20                         |                            | 6                          | 5                          |
| 23    | Polonia         | 2                          | 2                          | 3                          | 3                          | 2                          | 2                          | 10                         | 14                         |                            |
| 24    | Serbia          | 18                         | 18                         | 7                          | 4                          | 24                         | 11                         |                            | 3                          | 8                          |
| 25    | Estonia         | 20                         | 22                         | 6                          | 13                         | 22                         | 15                         |                            | 17                         |                            |